# Batalha de Cápua (212 a.C.)
A Primeira Batalha de Cápua foi travada em 212 a.C. entre Aníbal e dois exércitos consulares romanos, liderados pelos cônsules Quinto Fúlvio Flaco e Ápio Cláudio Pulcro. Os romanos foram derrotados, mas conseguiram escapar. Aníbal conseguiu levantar temporariamente o cerco de Cápua, mas esta vitória foi tática, pois a cidade terminaria capturada no ano seguinte.

## Situação estratégica
Na Itália, os romanos comandavam pelo menos 4 exércitos. Os exércitos consulares estavam posicionados para atacar Cápua enquanto que o exército de Tibério Semprônio Graco estava ativo na Lucânia. Havia também legiões estacionadas em Roma, no Sâmnio e no norte da Itália. Naquele ponto da guerra, os romanos já havia recapturado Arpi, Casilino e Suéssula dos cartagineses.
Aníbal havia até então gozado de considerável sucesso, pois Túrios, Metaponto e Heracleia ainda estavam nas mãos dos cartagineses. Hanão, o Velho, estava ativo em Brúcio e toda a Magna Grécia, com exceção das cidades de Régio e Taranto estavam nas mãos dos cartagineses. Aníbal estava no sul da Itália e conquistou Taranto em 212 a.C.
Na Hispânia, romanos e cartagineses estavam num impasse e nenhum dos dois exércitos conseguia uma vantagem decisiva. Na realidade, a situação se mostrou favorável o suficiente para que Asdrúbal retornasse para a África para esmagar a revolta do rei da Numídia Ocidental, Sífax, sem que os irmãos Cipião, Públio e Cneu Cornélio Cipião, conseguissem qualquer vantagem importante.
Na Sicília, o cerco de Siracusa continuava. No geral, os romanos, liderados por Marco Cláudio Marcelo, havia conseguido a vantagem, pois os cartagineses ainda não haviam conseguido se recuperar das epidemias que haviam dizimado seus exércitos.

## Prelúdio
Cápua havia desertado para Aníbal logo depois da Batalha de Canas, em 216 a.C., e a cidade foi transformada no quartel de inverno cartaginês no ano seguinte, com o acampamento montado no monte Tifata. A partir dali, Aníbal montou suas ofensivas contra Nola e Casilino a partir de lá. Os romanos recuperaram Casilino, um passo crucial para a conquista de Cápua, em 214 a.C.. A partir daí, os romanos realizaram raides anuais na época da colheita para impedir que os capuanos estocassem víveres.
Em 212 a.C., os dois cônsules eleitos, Cláudio Pulcro e Fúlvio Flaco, resolveram cercar Cápua. O exército romano, com oito legiões (quatro romanas e quatro aliadas) acamparam perto de Cápua na primavera, o que fez com que os capuanos imediatamente apelassem a Aníbal. Em resposta, Hanão, o Velho, e seu exército receberam ordens de marchar para o norte a partir de Brúcio e coletassem provisões e reforços para Cápua, acampando perto de Benevento. As autoridades capuanas demoraram para conseguir as carroças necessárias para levar as provisões e os romanos atacaram o acampamento de Hanão enquanto a maior parte de seus homens estavam fora, capturando-o depois de alguns revezes iniciais. Hanão foi obrigado a voltar para Brúcio, deixando os romanos no comando da situação. Os capuanos novamente apelaram para Aníbal.
Desta vez, Aníbal enviou 2 000 cavaleiros númidas, sob o comando de Bóstar e Hanão, como reforços a Cápua. Os romanos convocaram Semprônio Graco para se juntar ao cerco com sua legião, mas ele foi emboscado na Lucânia e morto na Batalha dos Campos Antigos, o que levou seu exército a ser dispersado.

## Batalha
Os númidas, juntamente com a cavalaria capuana, atacaram o acampamento romano, vencendo diversas escaramuças e provocando muitas baixas entre os romanos. Eles, por sua vez, estavam esperando a chegada de Semprônio Graco, que vinha com reforços de cavalaria e não começaram o ataque a Cápua. Porém, antes que os reforços chegassem, Aníbal e seu exército marchou para a Campânia e acampou no monte Tifata, do lado oriental de Cápua. Depois de três dias, Aníbal ofereceu combate e os romanos aceitaram. A batalha foi dura e longa, mas nenhum dos lados conseguiu uma vantagem decisiva. Porém, uma vez mais, os cavaleiros númidas conseguiram muitas vitórias contra a cavalaria romana. Porém, vendo os cavaleiros se aproximando pelo sul, os dois exércitos encerraram os combates e recuaram para seus acampamentos. Estes cavaleiros eram a cavalaria de Graco, sob o comando de Cneu Cornélio Lêntulo, um oficial júnior, que chegava para se juntar aos exércitos consulares.

## Consequências
Como a batalha não produziu nenhum resultado concreto, os cônsules romanos decidiram separar seus exércitos e recuarem todos de Cápua. Se esta decisão foi resultado das baixas ou uma estratégia deliberada, sabe-se que Fúlvio Flaco marchou para Cumas enquanto Cláudio Pulcro invadiu a Lucânia. Aníbal entrou em Cápua e partiu em perseguição a Cláudio Pulcro. Parte do exército dele conseguiu escapar, mas um deles, liderado por Marco Centênio Pênula, foi completamente aniquilado na Batalha do Silaro. Aníbal, tendo conseguido liberar Cápua, seguiu para atacar Brundísio e, dada a ausência de Aníbal, os cônsules romanos decidiram cercar Cápua novamente.